# 坂口光男 (法学者)
坂口 光男（さかぐち みつお、1939年9月8日 - 2011年6月）は、日本の法学者。専門は、商法・保険法。法学博士（明治大学）。北海道出身。

## 経歴
1963年明治大学法学部卒業。1968年同大学院法学研究科博士課程退学(指導教授:保住昭一 )。1968年同法学部助手。1971年同法学部専任講師。1975年同助教授。1982年同教授。1995年に論題「保険者免責の基礎理論」で明治大学より法学博士の学位を取得。1998年東京都八王子労政協議会委員。2000年明治大学大学院法学研究科委員長。2004年同法科大学院兼任教授。2011年同定年退職。同名誉教授。
この他、東京経済大学・國學院大學法学部・福島大学・静岡大学・専修大学法学部・清和大学・国際基督教大学・姫路獨協大学法科大学院の非常勤講師や、東京法経学院司法書士講座商法兼任講師も務めた。
日本海法学会理事・日本保険学会理事を歴任

## 受賞歴
1972年　各務奨励賞受賞

## 主要著書
- 『司法書士試験のための商法』三枝一雄と共著　週刊住宅新聞社　1975初版・1991全訂版
- 『保険法』文眞堂　1991初版・2012補訂版
- 『注釈住宅火災保険普通保険約款』田辺康平と共著　中央経済者　1995
- 『保険契約法の基本問題』文眞堂　1996
- 『商法総則・商行為法』文眞堂　2000
- 『保険法学説史の研究』文眞堂　2008